# Bakhram Murtazaliev
Bakhram Murtazaliev est un boxeur russe né le 2 janvier 1993.

## Carrière
Passé dans les rangs professionnels en 2014, il bat par KO au 11e round Jack Culcay le 6 avril 2024 pour le gain du titre vacant de champion des poids super-welters IBF. Il conserve son titre le 19 octobre suivant en battant par arrêt de l'arbitre au 3e round Tim Tszyu.